# Bund gegen Missbrauch der Tiere
Der Bund gegen Missbrauch der Tiere e. V. (bmt) ist ein deutschlandweit tätiger gemeinnütziger Tierschutzverein mit Sitz in Köln.

## Geschichte
1922 wurde die Vorläuferorganisation „Verein gegen die Vivisektion von Tieren“ gegründet, die sich vor allem gegen Tierversuche, schlechte Haltungsbedingungen und die grausame Behandlung von Tieren einsetzte. Der Verein wurde in der Zeit des Nationalsozialismus verboten und aufgelöst. Im Jahre 1952 wurde er mit Sitz in München erneut gegründet. Im Oktober 2014 wurde der Vereinssitz nach Köln verlegt.

## Organisation
Geleitet wird der Verein von vier Vorstandsmitgliedern, die im Rhythmus von vier Jahren auf der jährlich stattfindenden Mitgliederversammlung gewählt werden. Der Hauptsitz ist Köln. Es gibt bundesweit elf Geschäftsstellen. 2012 hatte der bmt knapp 12.000, 2015 knapp 13.000 Mitglieder. Die Vereinszeitschrift „Das Recht der Tiere“ erscheint vierteljährlich in einer Auflage von 47.000 Exemplaren. Der Verein ist Mitglied im Deutschen Spendenrat, der Interessenvertretung spendensammelnder gemeinnütziger Organisationen, sowie im Deutschen Naturschutzring.

## Aktivitäten
Der Verein unterhält 9 Tierheime, ein Tierschutzzentrum in Pfullingen und zehn Geschäftsstellen. Der Verein führt regelmäßig Kampagnen zu bestimmten Themen des Tierschutzes durch, u. a. zu den Themen Straßenhunde, Vögel, Verbot des Schächtens, Jagd auf Robbenbabys oder Stierkämpfe. Im Ausland ist der Verein vor allem in Rumänien und Ungarn aktiv.